# Athmallik
Athmallik ist eine Kleinstadt im indischen Bundesstaat Odisha.
Athmallik lag früher im gleichnamigen Fürstentum und befindet sich heute im Distrikt Angul 140 km westlich von Cuttack. Die Stadt befindet sich am linken Ufer der Mahanadi. Im Norden wird die Stadt von einem Höhenrücken der Ostghats flankiert.
Beim Zensus 2011 betrug die Einwohnerzahl 12.298. Die Stadt hat den Status eines Notified Area Councils.